# Vosto5
Vosto5 je pražský nezávislý divadelní soubor, který založili v roce 1996 spolužáci z gymnázia Nad Alejí v Praze 6 Ondřej Cihlář, David Kašpar a Petr Prokop. Navázali tak na činnost v gymnaziálním divadle Class Acts, hraném v anglickém jazyce spolu se zahraničními studenty mezinárodního IB studia. Od roku 2021 soubor vystupuje v kině Vzlet ve Vršovicích.

## Historie
První představení divadla (Apartmá v hotelu Plaza, 1997; Podivíni na jevišti, 1998) byly inscenace hotových textů, se kterými divadlo hostovalo mj. v divadlech v Řeznické, Solidarita, Na zábradlí ad. Až představení Hrusice 1907 (prem. 1999) zahájilo etapu již zcela autorských inscenací, využívajících při vzniku a často i při hraní principů improvizace. Mezitím byli již všichni zakladatelé divadla přijati na pražskou DAMU a stálé základní tvůrčí jádro Vosto5 dále rozšířili noví spolužáci, studenti akademie Tomina Jeřábek a Jiří Havelka a v roce 2010 Ondřej Bauer. S inscenací Snieźka (2002) pak Vosto5 prošla všemi postupovými koly národní přehlídky amatérského divadla ČR, včetně získání vítězné ceny Zlatý Alois na Jiráskově Hronovu.
Další, dnes již derniérovaná představení (Případ: Taneční mistr, 2001; Houslista, 2002; Vajce, 2002; Zahrádkáři, 2005; Čukagek, 2006; Špialová ruka, 2008; Operace: Levý hák, 2010) byla spjata především se Studiem Damúza v Řetězové ulici, Divadlem Na Prádle a Studiem Ypsilon.
Od ledna 2011 uvádí divadlo ve vršovické kavárně Café V lese pravidelnou talkshow Kupé V lese.
Specifické jsou pouliční projekty na hranici site-specific, kterými Vosto5 vstupuje do veřejného prostoru a pod titulem Druhé město zatím oživilo prostory Národní třídy, Václavského náměstí anebo olomouckého Horního náměstí. Nejrozsáhlejší byl pak MAYDAY, kdy byla ve spolupráci se studenty DAMU a PQ 2015 na Karlově náměstí v Praze simulována srážka sportovního letadla s kluzákem a součástí performance byl nácvik záchranných složek policie, hasičů a záchranné služby.
Vznik inscenací Stand’artní kabaret a Karavan Evropa je přímo spjat s putovním letním projektem Vosto5 – Divadelním Stand’artem – divadlem, kavárnou a tančírnou ve vojenském stanu.
Kromě divadelní činnosti na sebe Vosto5 upozornila také pořady Baráž a Baráž Speciál na TV stanici Óčko, moderováním dalších pořadů (např.: Padající květináč, Horečka páteční noci, Být v obraze, Hotel Insomnia, Věřte nevěřte…ad. vše ČT) a mnoha významných kulturních akcí atd. Divadlo Vosto5 má za sebou také několik spoluprací s Českým rozhlasem 3, stanicí Vltava; v roce 2011 byla Vosto5 hostem komponovaného pořadu Improvizace na Vltavě, kdy byla přímo do éteru odvysílána hodinová improvizace – fiktivní rozhlasový pořad Z šálku a podšálku. V roce 2013 pak byla již přímo pro stanici Vltava upravena původní inscenace Košičan 3 a vznikla tak první rozhlasová hra z dílny Divadla Vosto5, která byla také odvysílána. Rozhlasové režie se ujala Johana Švarcová, která se také podílela na transformaci původního jevištního tvaru v rozhlasový.
Výraznou proměnu zaznamenalo divadlo s inscenacemi, které jsou realizovány ve veřejných prostorách – zejména představení Společenstvo vlastníků (zfilmované poté jako film Vlastníci) a Dechovka. Ty jsou často inscenovány přímo v kulturních sálech hospod a komunitních center.

## Současnost
Soubor od roku 2021 vystupuje v kinu Vzlet vlastněném městskou částí Praha 10, které byl spoluzakladatel souboru David Kašpar místostarostou.

## Přehled inscenací
- 1997, Apartmá v hotelu Plaza, režie: Ondřej Cihlář, David Kašpar, Petr Prokop. Hráli: Andrea Volfová, Helena Sadílková, Magdalena Černoušková, Petr Otipka, David Kašpar, Petr Prokop, Tereza Ticháčková, Ondřej Cihlář
- 1998, Podivíni na jevišti, režie: Ondřej Cihlář. Hráli: Andrea Volfová, Helena Sadílková, Magdalena Černoušková, Petr Otipka, David Kašpar, Petr Prokop, Tereza Ticháčková, Šimon Černoušek, Líza Mudrová a další
- 1999, Hrusice 1907, režie: Vosto5 – kol., hráli: Ondřej Cihlář, David Kašpar, Petr Prokop
- 2001, Případ: Taneční mistr!. Režie: Ondřej Cihlář. Hráli: Filip Jevič, Tomáš Jeřábek, Michal Opočenský, Martin Pechlát, Petr Prokop, Bára Seidlová
- 2002, Snieźka. Režie: Ondřej Cihlář, hráli: Ondřej Cihlář, Tomáš Jeřábek, David Kašpar, Petr Prokop
- 2002, Vajce. Režie + hráli: Ondřej Cihlář, Petr Prokop
- 2002, Houslista. Režie: David Kašpar. Hráli: Filip Jevič, Kristýna Franková, Markéta Richterová, Tomáš Jeřábek
- 2003, The Aviatics, režie: Ondřej Cihlář. Hráli: Jiří Kohout, Anna Bubníková, Kryštof Rímský, Tomáš Jeřábek, Petr Prokop, Jiří Havelka, Ondřej Cihlář, ad.
- Stand’artní kabaret, od roku 2003. Improvizují: Ondřej Bauer, Ondřej Cihlář, Jiří Havelka, Tomáš Jeřábek, David Kašpar, Petr Prokop
- 2004, Košičan 3. Režie + hrají: Ondřej Cihlář, Petr Prokop
- 2005, Zahrádkáři. Režie: Ondřej Cihlář. Hráli: Ondřej Cihlář, Tomáš Jeřábek, Petr Marek, Petr Prokop, Halka Třešňáková
- 2005, Karavan Evropa. Režie: Jiří Havelka a Ondřej Cihlář. Hráli: Ondřej Cihlář, Jiří Havelka, Tomáš Jeřábek, David Kašpar, Petr Prokop, Markéta Richterová
- 2006, Čukagek. Hráli: Ondřej Cihlář, Petr Prokop
- 2006, Špialová ruka. Režie: Vosto5 – kol. Hráli: Ondřej Cihlář, Jan Foukal, Jiří Havelka, Tomáš Jeřábek, Petr Prokop
- 2010, Teatromat. Režie: Ondřej Cihlář. Hrají: Ondřej Bauer, Ondřej Cihlář, Petra Nesvačilová, Petr Prokop
- 2010, Operace: Levý hák. Dramaturgie a režie: Ondřej Cihlář a Jiří Havelka. Hráli: Ondřej Bauer, Ondřej Cihlář, Jiří Havelka, Tomáš Jeřábek, Petr Prokop
- 2011, Pérák – na jméně nezáleží, rozhodují činy. Režie: Jiří Havelka. Hráli: Ondřej Bauer, Ondřej Cihlář, Jiří Havelka, Tomáš Jeřábek, Petr Prokop , Markéta Frösslová, Andrej Polák, Tomáš Měcháček / Jiří Böhm, Ján Sedal, Daniel Fajmon, Petr Vaněk, Zdeněk Pecha, Pavel Mašek / Jakub Gottwald, Jan Novák
- 2012 Kupé V lese. Pravidelnou talkshow s hosty vedou Ondřej Cihlář a Petr Prokop
- 2013, Souboj Titánků. Režie: Vosto5 – kol. Hrají: Petr Prokop, Jiří Havelka, Tomáš Jeřábek, Ondřej Bauer
- 2013, Dechovka. Režie: Jiří Havelka. Hrají: Ján Sedal, Marie Ludvíková, Tomáš Jeřábek, Petr Prokop, Ondřej Cihlář, Dora Sulženko Hoštová, Jan Kalina, Ondřej Bauer, David Dvořák, Philipp Schenker / Jiří Zeman, Halka Třešňáková, Daniela Voráčková / Petra Lustigová, Jiří Altmann, Monika Načeva, Marta Ljubková / Renata Prokopová, Jana Altmannová, Karolina Gilová, Lucie Plachá, Vojtěch Fülep / Radim Peška / Honza Malík, Matěj Halaš / Radim Peška, Radim Klásek / Radim Peška / Honza Malík
- 2013, Slzy ošlehaných mužů. Režie: Ondřej Cihlář. Hrají: Ondřej Bauer, Kristýna Boková / Renata Prokopová, Tomáš Jeřábek, Petr Prokop, Ondřej Cihlář
- 2015, May Day. Režie: Jiří Havelka. Hráli: Divadlo Vosto5 a studenti DAMU 11. 6. 2015
- 2016, Kolonizace – nový počátek. Režie: Jiří Havelka. Hrají: Ondřej Bauer, Petr Prokop, Tomáš Jeřábek, Václav Zimmermann
- 2016, Proton!!! Režie: Ondřej Cihlář. Hrají: Petr Marek, Ondřej Bauer, Ondřej Cihlář, Jiří Havelka / Robert Mikluš, Tomáš Jeřábek, Petr Prokop
- 2017: Společenstvo vlastníků. Režie: Jiří Havelka.
- 2021: Sentimental. Režie: Divadlo VOSTO5, Libreto: René Levinský.
- 2023: Zabijačka. Režie: Jiří Havelka, Veronika Loulová.